# Laomedea neglecta
Laomedea neglecta är en nässeldjursart som beskrevs av Joshua Alder 1856. Laomedea neglecta ingår i släktet Laomedea och familjen Campanulariidae. Arten är reproducerande i Sverige. Inga underarter finns listade i Catalogue of Life.